# Fußball-Weltmeisterschaft 1954/Finalrunde
Die Finalrunde der Fußball-Weltmeisterschaft 1954:

## Übersicht
Mit dem Ende der Gruppenphase waren 8 Mannschaften für die Finalrunde qualifiziert:
| Gruppe 1       | Gruppe 2          | Gruppe 3      | Gruppe 4   |
| -------------- | ----------------- | ------------- | ---------- |
| 1. Jugoslawien | 1. Ungarn         | 1. Österreich | 1. England |
| 2. Brasilien   | 2. BR Deutschland | 2. Uruguay    | 2. Schweiz |

## Spielplan Finalrunde
|  | Viertelfinale  | Viertelfinale  |                |         | Halbfinale       | Halbfinale |  |  | Finale | Finale |
|  |                |                |                |         |                  |            |  |  |        |        |
|  |                |                |                |         |                  |            |  |  |        |        |
|  | Österreich     | 7              |                |         |                  |            |  |  |        |        |
|  | Österreich     | 7              |                |         |                  |            |  |  |        |        |
|  | Schweiz        | 5              |                |         |                  |            |  |  |        |        |
|  | Schweiz        | 5              | Österreich     | 1       |                  |            |  |  |        |        |
|  |                |                | Österreich     | 1       |                  |            |  |  |        |        |
|  |                | BR Deutschland | 6              |         |                  |            |  |  |        |        |
|  | Jugoslawien    | BR Deutschland | 6              | 0       |                  |            |  |  |        |        |
|  | Jugoslawien    |                |                | 0       |                  |            |  |  |        |        |
|  | BR Deutschland | 2              |                |         |                  |            |  |  |        |        |
|  |                |                | BR Deutschland | 3       |                  |            |  |  |        |        |
|  |                |                |                | Ungarn  | 2                |            |  |  |        |        |
|  | England        | 2              |                |         |                  |            |  |  |        |        |
|  | Uruguay        | 4              |                |         |                  |            |  |  |        |        |
|  | Uruguay        | 4              | Uruguay        | 2       |                  |            |  |  |        |        |
|  |                |                | Uruguay        | 2       | Spiel um Platz 3 |            |  |  |        |        |
|  |                | Ungarn         | 041            |         |                  |            |  |  |        |        |
|  | Ungarn         | Ungarn         | 041            | 4       | Österreich       | 3          |  |  |        |        |
|  | Ungarn         |                |                | 4       | Österreich       | 3          |  |  |        |        |
|  | Brasilien      | 2              |                | Uruguay | 1                |            |  |  |        |        |
|  | Brasilien      | 2              |                |         | 1                |            |  |  |        |        |
|  |                |                |                |         |                  |            |  |  |        |        |

1 Sieg nach Verlängerung

## Viertelfinale

### Österreich – Schweiz 7:5 (5:4)
| Österreich                                                              | Österreich | Schweiz | Schweiz |
| ----------------------------------------------------------------------- | --- | --- | ------- |
| Österreich                                                              | \| 1. Viertelfinale \| \| 26. Juni 1954 um 17:00 Uhr in Lausanne (Stade Olympique de la Pontaise) \| \| Zuschauer: 35.000 \| \| Schiedsrichter: Charlie Faultless ( Schottland) \| \| Spielbericht \|  | \| 1. Viertelfinale \| \| 26. Juni 1954 um 17:00 Uhr in Lausanne (Stade Olympique de la Pontaise) \| \| Zuschauer: 35.000 \| \| Schiedsrichter: Charlie Faultless ( Schottland) \| \| Spielbericht \|                 | Schweiz |
| Österreich                                                              | Kurt Schmied – Gerhard Hanappi, Ernst Happel, Leopold Barschandt – Ernst Ocwirk , Karl Koller – Robert Körner, Theodor Wagner, Erich Probst, Alfred Körner, Ernst Stojaspal Cheftrainer: Walter Nausch | Eugène Parlier – Roger Bocquet , André Neury, Charles Casali – Olivier Eggimann, Willy Kernen – Charles Antenen, Robert Ballaman, Jacques Fatton, Josef Hügi, Roger Vonlanthen Cheftrainer: Karl Rappan ( Österreich) | Schweiz |
| Österreich                                                              | 1:3 Wagner (25.) 2:3 A. Körner (26.) 3:3 Wagner (27.) 4:3 Ocwirk (32.) 5:3 A. Körner (34.) 6:4 Wagner (53.) 7:5 Probst (76.)                                                                           | 0:1 Ballaman (16.) 0:2 Hügi (17.) 0:3 Hügi (19.) 5:4 Ballaman (39.) 6:5 Hügi (58.) | Schweiz |
| Österreich                                                              | A. Körner verschießt Foulelfmeter (42.) | | Schweiz |
| 1. Viertelfinale                                                        | | |         |
| 26. Juni 1954 um 17:00 Uhr in Lausanne (Stade Olympique de la Pontaise) | | |         |
| Zuschauer: 35.000                                                       | | |         |
| Schiedsrichter: Charlie Faultless ( Schottland)                         | | |         |
| Spielbericht                                                            | | |         |

### Uruguay – England 4:2 (2:1)
| Uruguay                                                 | Uruguay | England | England |
| ------------------------------------------------------- | --- | --- | ------- |
| Uruguay                                                 | \| 2. Viertelfinale \| \| 26. Juni 1954 um 17:00 Uhr in Basel (St.-Jakob-Stadion) \| \| Zuschauer: 28.000 \| \| Schiedsrichter: Carl Erich Steiner ( Österreich) \| \| Spielbericht \|                         | \| 2. Viertelfinale \| \| 26. Juni 1954 um 17:00 Uhr in Basel (St.-Jakob-Stadion) \| \| Zuschauer: 28.000 \| \| Schiedsrichter: Carl Erich Steiner ( Österreich) \| \| Spielbericht \|               | England |
| Uruguay                                                 | Roque Máspoli – José Santamaría, William Martínez, Víctor Rodríguez Andrade – Obdulio Varela , Julio Abbadie – Oscar Míguez, Juan Schiaffino, Carlos Borges, Luis Cruz, Javier Ambrois Cheftrainer: Juan López | Gil Merrick – Ron Staniforth, Roger Byrne, Billy Wright – Jimmy Dickinson, Stanley Matthews – Ivor Broadis, Nat Lofthouse, Tom Finney, Bill McGarry, Dennis Wilshaw Cheftrainer: Walter Winterbottom | England |
| Uruguay                                                 | 1:0 Borges (5.) 2:1 Varela (39.) 3:1 Schiaffino (46.) 4:2 Ambrois (78.) | 1:1 Lofthouse (16.) 3:2 Finney (67.) | England |
| 2. Viertelfinale                                        | | |         |
| 26. Juni 1954 um 17:00 Uhr in Basel (St.-Jakob-Stadion) | | |         |
| Zuschauer: 28.000                                       | | |         |
| Schiedsrichter: Carl Erich Steiner ( Österreich)        | | |         |
| Spielbericht                                            | | |         |

### Brasilien – Ungarn 2:4 (1:2)
| Brasilien                                             | Brasilien | Ungarn | Ungarn |
| ----------------------------------------------------- | --- | --- | ------ |
| Brasilien                                             | \| 3. Viertelfinale \| \| 27. Juni 1954 um 17:00 Uhr in Bern (Stadion Wankdorf) \| \| Zuschauer: 40.000 \| \| Schiedsrichter: Arthur Edward Ellis ( England) \| \| Spielbericht \| | \| 3. Viertelfinale \| \| 27. Juni 1954 um 17:00 Uhr in Bern (Stadion Wankdorf) \| \| Zuschauer: 40.000 \| \| Schiedsrichter: Arthur Edward Ellis ( England) \| \| Spielbericht \|                 | Ungarn |
| Brasilien                                             | Castilho – Djalma Santos, Nílton Santos, Brandãozinho – Pinheiro, José Carlos Bauer – Julinho, Didi, Índio, Maurinho, Humberto Cheftrainer: Zezé Moreira                           | Gyula Grosics – Jenő Buzánszky, Gyula Lóránt, Mihály Lantos – József Zakariás, József Bozsik – József Tóth, Sándor Kocsis, Nándor Hidegkuti, Zoltán Czibor, Mihály Tóth Cheftrainer: Gusztáv Sebes | Ungarn |
| Brasilien                                             | 1:2 D. Santos (18., Foulelfmeter) 2:3 Julinho (65.) | 0:1 Hidegkuti (4.) 0:2 Kocsis (7.) 1:3 Lantos (60., Foulelfmeter) 2:4 Kocsis (88.) | Ungarn |
| Brasilien                                             | Platzverweise: N. Santos (71.), Humberto (79.) | Platzverweis: Bozsik (71.) | Ungarn |
| 3. Viertelfinale                                      | | |        |
| 27. Juni 1954 um 17:00 Uhr in Bern (Stadion Wankdorf) | | |        |
| Zuschauer: 40.000                                     | | |        |
| Schiedsrichter: Arthur Edward Ellis ( England)        | | |        |
| Spielbericht                                          | | |        |

### Jugoslawien – BR Deutschland 0:2 (0:1)
| Jugoslawien                                               | Jugoslawien | BR Deutschland | BR Deutschland |
| --------------------------------------------------------- | --- | --- | -------------- |
| Jugoslawien                                               | \| 4. Viertelfinale \| \| 27. Juni 1954 um 17:00 Uhr in Genf (Stade des Charmilles) \| \| Zuschauer: 17.000 \| \| Schiedsrichter: István Zsolt ( Ungarn) \| \| Spielbericht \|                                       | \| 4. Viertelfinale \| \| 27. Juni 1954 um 17:00 Uhr in Genf (Stade des Charmilles) \| \| Zuschauer: 17.000 \| \| Schiedsrichter: István Zsolt ( Ungarn) \| \| Spielbericht \|          | BR Deutschland |
| Jugoslawien                                               | Vladimir Beara – Branko Stanković, Tomislav Crnković, Zlatko Čajkovski – Ivica Horvat, Vujadin Boškov – Rajko Mitić , Bernard Vukas, Stjepan Bobek, Branko Zebec, Miloš Milutinović Cheftrainer: Aleksandar Tirnanić | Toni Turek – Fritz Laband, Werner Kohlmeyer, Horst Eckel – Karl Mai, Werner Liebrich – Helmut Rahn, Max Morlock, Ottmar Walter, Fritz Walter , Hans Schäfer Cheftrainer: Sepp Herberger | BR Deutschland |
| Jugoslawien                                               | 0:1 Horvat (9., Eigentor) 0:2 Rahn (85.) | | BR Deutschland |
| 4. Viertelfinale                                          | | |                |
| 27. Juni 1954 um 17:00 Uhr in Genf (Stade des Charmilles) | | |                |
| Zuschauer: 17.000                                         | | |                |
| Schiedsrichter: István Zsolt ( Ungarn)                    | | |                |
| Spielbericht                                              | | |                |

## Halbfinale

### Ungarn – Uruguay 4:2 n.V. (2:2, 1:0)
| Ungarn                                                                  | Ungarn | Uruguay | Uruguay |
| ----------------------------------------------------------------------- | --- | --- | ------- |
| Ungarn                                                                  | \| 1. Halbfinale \| \| 30. Juni 1954 um 18:00 Uhr in Lausanne (Stade Olympique de la Pontaise) \| \| Zuschauer: 45.000 \| \| Schiedsrichter: Mervyn Griffiths ( Wales) \| \| Spielbericht \|           | \| 1. Halbfinale \| \| 30. Juni 1954 um 18:00 Uhr in Lausanne (Stade Olympique de la Pontaise) \| \| Zuschauer: 45.000 \| \| Schiedsrichter: Mervyn Griffiths ( Wales) \| \| Spielbericht \|                  | Uruguay |
| Ungarn                                                                  | Gyula Grosics – Jenő Buzánszky, Gyula Lóránt, Mihály Lantos – József Bozsik , József Zakariás – Sándor Kocsis, Nándor Hidegkuti, Zoltán Czibor, László Budai, Péter Palotás Cheftrainer: Gusztáv Sebes | Roque Máspoli – José Santamaría, William Martínez , Víctor Rodríguez Andrade – Juan Hohberg, Juan Schiaffino, Carlos Borges, Néstor Carballo, Luis Cruz, Rafael Souto, Javier Ambrois Cheftrainer: Juan López | Uruguay |
| Ungarn                                                                  | 1:0 Czibor (13.) 2:0 Hidegkuti (46.) 3:2 Kocsis (111.) 4:2 Kocsis (116.) | 2:1 Hohberg (75.) 2:2 Hohberg (86.) | Uruguay |
| 1. Halbfinale                                                           | | |         |
| 30. Juni 1954 um 18:00 Uhr in Lausanne (Stade Olympique de la Pontaise) | | |         |
| Zuschauer: 45.000                                                       | | |         |
| Schiedsrichter: Mervyn Griffiths ( Wales)                               | | |         |
| Spielbericht                                                            | | |         |

### BR Deutschland – Österreich 6:1 (1:0)
| BR Deutschland                                          | BR Deutschland | Österreich | Österreich |
| ------------------------------------------------------- | --- | --- | ---------- |
| BR Deutschland                                          | \| 2. Halbfinale \| \| 30. Juni 1954 um 18:00 Uhr in Basel (St.-Jakob-Stadion) \| \| Zuschauer: 58.000 \| \| Schiedsrichter: Vincenzo Orlandini ( Italien) \| \| Spielbericht \|         | \| 2. Halbfinale \| \| 30. Juni 1954 um 18:00 Uhr in Basel (St.-Jakob-Stadion) \| \| Zuschauer: 58.000 \| \| Schiedsrichter: Vincenzo Orlandini ( Italien) \| \| Spielbericht \|                    | Österreich |
| BR Deutschland                                          | Toni Turek – Josef Posipal, Werner Kohlmeyer – Horst Eckel, Werner Liebrich, Karl Mai – Helmut Rahn, Max Morlock, Ottmar Walter, Fritz Walter , Hans Schäfer Cheftrainer: Sepp Herberger | Walter Zeman – Gerhard Hanappi, Ernst Happel, Walter Schleger – Ernst Ocwirk , Karl Koller – Robert Körner, Theodor Wagner, Erich Probst, Ernst Stojaspal, Alfred Körner Cheftrainer: Walter Nausch | Österreich |
| BR Deutschland                                          | 1:0 Schäfer (31.) 2:0 Morlock (47.) 3:1 F. Walter (54., Foulelfmeter) 4:1 O. Walter (61.) 5:1 F. Walter (64., Foulelfmeter) 6:1 O. Walter (89.)                                          | 2:1 Probst (51.) | Österreich |
| 2. Halbfinale                                           | | |            |
| 30. Juni 1954 um 18:00 Uhr in Basel (St.-Jakob-Stadion) | | |            |
| Zuschauer: 58.000                                       | | |            |
| Schiedsrichter: Vincenzo Orlandini ( Italien)           | | |            |
| Spielbericht                                            | | |            |

## Spiel um Platz 3

### Uruguay – Österreich 1:3 (1:1)
| Uruguay                                               | Uruguay | Österreich | Österreich |
| ----------------------------------------------------- | --- | --- | ---------- |
| Uruguay                                               | \| 3. Juli 1954 um 17:00 Uhr in Zürich (Hardturmstadion) \| \| Zuschauer: 32.000 \| \| Schiedsrichter: Paul Wyssling ( Schweiz) \| \| Spielbericht \|                                       | \| 3. Juli 1954 um 17:00 Uhr in Zürich (Hardturmstadion) \| \| Zuschauer: 32.000 \| \| Schiedsrichter: Paul Wyssling ( Schweiz) \| \| Spielbericht \|                                                    | Österreich |
| Uruguay                                               | Roque Máspoli – José Santamaría, William Martínez , Víctor Rodríguez Andrade – Julio Abbadie, Juan Hohberg – Carlos Borges, Néstor Carballo, Luis Cruz, Omar Méndez Cheftrainer: Juan López | Kurt Schmied – Gerhard Hanappi, Leopold Barschandt, Ernst Ocwirk – Karl Koller, Robert Körner – Theodor Wagner, Erich Probst, Walter Kollmann, Robert Dienst, Ernst Stojaspal Cheftrainer: Walter Nausch | Österreich |
| Uruguay                                               | 1:1 Hohberg (22.) | 0:1 Stojaspal (16., Foulelfmeter) 1:2 Cruz (59., Eigentor) 1:3 Ocwirk (89.) | Österreich |
| 3. Juli 1954 um 17:00 Uhr in Zürich (Hardturmstadion) | | |            |
| Zuschauer: 32.000                                     | | |            |
| Schiedsrichter: Paul Wyssling ( Schweiz)              | | |            |
| Spielbericht                                          | | |            |

## Finale

### BR Deutschland – Ungarn 3:2 (2:2)
| BR Deutschland                                       | BR Deutschland | Ungarn | Ungarn | Aufstellung                             |
| ---------------------------------------------------- | --- | --- | ------ | --------------------------------------- |
| BR Deutschland                                       | \| 4. Juli 1954 um 17:00 Uhr in Bern (Stadion Wankdorf) \| \| Zuschauer: 62.500 \| \| Schiedsrichter: William Ling ( England) \| \| Spielbericht \|                                      | \| 4. Juli 1954 um 17:00 Uhr in Bern (Stadion Wankdorf) \| \| Zuschauer: 62.500 \| \| Schiedsrichter: William Ling ( England) \| \| Spielbericht \|                                                   | Ungarn | Aufstellung BR Deutschland gegen Ungarn |
| BR Deutschland                                       | Toni Turek – Werner Kohlmeyer, Horst Eckel, Josef Posipal – Karl Mai, Werner Liebrich – Helmut Rahn, Max Morlock, Ottmar Walter, Fritz Walter , Hans Schäfer Cheftrainer: Sepp Herberger | Gyula Grosics – Jenő Buzánszky, Gyula Lóránt, Mihály Lantos – József Bozsik, József Zakariás – Sándor Kocsis, Nándor Hidegkuti, Ferenc Puskás , Zoltán Czibor, Mihály Tóth Cheftrainer: Gusztáv Sebes | Ungarn | Aufstellung BR Deutschland gegen Ungarn |
| BR Deutschland                                       | 1:2 Morlock (10.) 2:2 Rahn (18.) 3:2 Rahn (84.) | 0:1 Puskás (6.) 0:2 Czibor (8.) | Ungarn | Aufstellung BR Deutschland gegen Ungarn |
| 4. Juli 1954 um 17:00 Uhr in Bern (Stadion Wankdorf) | | |        |                                         |
| Zuschauer: 62.500                                    | | |        |                                         |
| Schiedsrichter: William Ling ( England)              | | |        |                                         |
| Spielbericht                                         | | |        |                                         |